# Нідерланди на зимових Олімпійських іграх 1928
Нідерланди на зимових Олімпійських іграх 1928 року, які проходили в швейцарському місті Санкт-Моріц, була представлена 7 спортсменами (всі чоловіки) у 2 видах спорту: бобслей та ковзанярський спорт. Прапороносцем на церемонії відкриття Олімпійських ігор був бобслеїст Едвін Тейшейра де Маттос.
Нідерланди вперше взяли участь в зимовій Олімпіаді. Нідерландські спортсмени не здобули жодної медалі.

## Бобслей
| След | Спортсмени                                                                                          | Дисципліна | Спуск 1 | Спуск 1 | Спуск 2 | Спуск 2 | Разом  | Разом |
| След | Спортсмени                                                                                          | Дисципліна | Час     | Місце   | Час     | Місце   | Час    | Місце |
| ---- | --------------------------------------------------------------------------------------------------- | ---------- | ------- | ------- | ------- | ------- | ------ | ----- |
| NED  | Генрі Ловіс Деккінг Жак Поль Делпрат Губерт Ментен Курт ван де Сандт Едвін Ловіс Тейшейра де Маттос | П'ятірки   | 1:43.5  | 11      | 1:45.5  | 14      | 3:29.0 | 12    |

## Ковзанярський спорт
| Дисципліна       | Спортсмен   | Заїзд  | Заїзд |
| Дисципліна       | Спортсмен   | Час    | Місце |
| ---------------- | ----------- | ------ | ----- |
| 500 м, чоловіки  | Сіем Гейден | 49.9   | 27    |
| 500 м, чоловіки  | Вім Кос     | 56.2   | 33    |
| 1500 м, чоловіки | Сіем Гейден | 2:33.1 | 18    |
| 1500 м, чоловіки | Вім Кос     | 2:49.9 | 29    |
| 5000 м, чоловіки | Сіем Гейден | 9:10.0 | 11    |
| 5000 м, чоловіки | Вім Кос     | 9:34.2 | 19    |